# Острувек-Подиський
Острувек-Подиський (пол. Ostrówek Podyski) — село в Польщі, у гміні Циців Ленчинського повіту Люблінського воєводства.
Населення — 137 осіб (2011).
У 1975-1998 роках село належало до Холмського воєводства.

## Демографія
Демографічна структура станом на 31 березня 2011 року:
|          | Загалом | Допрацездатний вік | Працездатний вік | Постпрацездатний вік |
| -------- | ------- | ------------------ | ---------------- | -------------------- |
| Чоловіки | 66      | 11                 | 51               | 4                    |
| Жінки    | 71      | 13                 | 36               | 22                   |
| Разом    | 137     | 24                 | 87               | 26                   |